# Phyllonorycter ostryae
Phyllonorycter ostryae là một loài bướm đêm thuộc họ Gracillariidae. Loài này có ở Nhật Bản (Hokkaidō).
Sải cánh dài 5.5-6.5 mm.
Ấu trùng ăn Ostrya japonica. Chúng ăn lá nơi chúng làm tổ.